# 埃爾帕哈羅 (佩塞區)
埃爾帕哈羅（西班牙語：El Pájaro），是巴拿馬的城鎮，位於該國中南部，由埃雷拉省的佩塞區負責管轄，面積23平方公里，2010年人口861，人口密度每平方公里37.4人。